# Мацуре (Кистање)
Мацуре су насељено мјесто код Кистања, у сјеверној Далмацији. Припада општини Кистање у Шибенско-книнској жупанији, Република Хрватска. Према попису становништва из 1991. године у насељу је живело 250 становника.

## Географија
Мацуре се налазе на 6 км северозападно од Кистања.

## Историја
Мацуре су се од распада Југославије до августа 1995. године налазиле у Републици Српској Крајини. До територијалне реорганизације у Хрватској насеље се налазило у саставу бивше велике општине Книн.

## Становништво
Становништо су готово 100% чинили Срби, који су током Олује у августу 1995. године протерани и сада их има око 20 у селу.Крсна слава Мацура је Свети Архангел Михаило.